# Copia privata
La copia privata è la copia legale di un'opera dell'ingegno effettuata a scopo personale da parte colui che ne detiene una copia originale.
Generalmente questa operazione è consentita in cambio di un corrispettivo pagato sui supporti utilizzati per effettuare tale copia, ripartito secondo il tipo di dispositivo che permette la copia, o il supporto su cui tale copia è memorizzata. Tale somma è destinata alle cosiddette collecting societies (ad esempio SIAE, SCF, PMI, Itsright, Audiocoop, e altri), che fungono da intermediarie e ripartiscono i proventi ai titolari dei diritti d'autore.

## Storia
Fino al 1950, in Europa e nei paesi industrializzati, la copia privata non era consentita (anche per mancanza di mezzi tecnici) e la riproduzione restava esclusiva da parte dei titolari dei diritti d'autore o dei diritti connessi; con la diffusione dei mezzi analogici di riproduzione delle opere dell'ingegno, le legislazioni offrirono una deroga, in cambio di un contributo destinato ai titolari dei diritti.
Con l'avvento della digitalizzazione, e quindi delle possibilità tecnologiche di controllo offerte dai sistemi anticopia (ad esempio i Digital Rights Management), sono state modificate alcune regole. 

## Costi
Nei 23 paesi (su complessivi 28 paesi) dell'Unione europea, in cui è previsto il contributo per la copia privata, i costi per i consumatori sono pari a 600 000 000 €, dei quali 200 000 000 € (30%) nella sola Italia.

## Contributo per la copia privata
Il contributo per la copia privata o equo compenso è un contributo che varia a seconda della legislazione nazionale e viene generalmente applicato al prezzo del dispositivo o supporto di memorizzazione.

## Normativa italiana
La riproduzione per copia privata su supporto cartaceo e la riproduzione privata di fonogrammi e videogrammi sono regolamentate dai seguenti articoli della legge 633/1941 sul diritto d'autore:
- 71 septies e 71 octies (Riproduzione privata di fonogrammi e videogrammi): gli autori e i produttori di fonogrammi, nonché i produttori originari di opere audiovisive, gli artisti interpreti ed esecutori hanno diritto a un compenso per la riproduzione privata di loro opere. Detto compenso è costituito, per gli apparecchi destinati alla riproduzione analogica o digitale di videogrammi e fonogrammi, da una quota del prezzo pagato dall'acquirente finale al rivenditore, che per gli apparecchi polifunzionali è calcolata sul prezzo di un apparecchio avente caratteristiche uguali a quelle della componente interna destinata alla registrazione, ovvero, qualora ciò non fosse possibile, da un importo fisso per apparecchio. Per i supporti di registrazione audio e video quali supporti analogici, supporti digitali, memorie fisse o trasferibili destinate alla registrazione di fonogrammi o videogrammi, il compenso è costituito da una somma commisurata alla capacità di registrazione resa dai medesimi supporti. Per i sistemi di videoregistrazione da remoto, il compenso di cui al presente comma è dovuto dal soggetto che presta il servizio ed è commisurato alla remunerazione ottenuta per la prestazione del servizio stesso.  
-181 ter: i compensi per la riproduzione della copia privata su supporto cartaceo sono riscossi dalla SIAE. In caso di mancanza di accordi tra la SIAE e le associazioni di categoria interessate la misura e le modalità di pagamento di questi compensi vengono determinate con decreto del Presidente del Consiglio dei ministri, sentite le parti interessate e il comitato esecutivo di cui all'articolo 190. La ripartizione tra gli aventi diritto per cui la SIAE non svolga già attività di intermediazione, può avvenire anche tramite le principali associazioni delle categorie interessate, individuate con proprio decreto dal Presidente del Consiglio dei ministri. 

## Controversie
La critica che viene mossa all'idea che sia necessario pagare nuovamente per poter effettuare una copia privata ha origine dal fatto che l'utente ha già pagato per avere il diritto di usufruire dell'opera sul supporto originale. Da cui discende che non vi sia motivo alcuno di dover pagare nuovamente per poter fare delle ulteriori copie di qualcosa per cui si è già pagato. E che qualsiasi forma di opposizione ad eventuali modifiche non può basarsi solamente sull'interpretazione di tale normativa, ritenendola una "compensazione" dei danni recati agli autori da parte dei fenomeni criminali della pirateria.
Un'ulteriore critica ritiene che il concetto di copia privata sia anacronistico, data la modifica dei comportamenti dei consumatori, che generano sempre meno "copie" permanenti di opere tutelate dal diritto d'autore, in relazione allo sviluppo di tecnologie e piattaforme che consentono lo streaming. Come si deduce dai dati estrapolati da una ricerca Nielsen sui consumi, presentata a febbraio 2020, relativa agli smartphone: il numero di consumatori che hanno ascoltato musica tramite servizi di streaming on-demand è pari all’84% del totale. Da cui discende la richiesta, da più parti, di suggerire una radicale modifica dell’attuale impianto normativo.